# Puerto Rico Public Broadcasting Corporation
Die Puerto Rico Public Broadcasting Corporation (Spanisch: Corporación para la Difusión Pública) (abgekürzt nach dem Rufzeichen WIPR) ist die staatliche Rundfunkgesellschaft von Puerto Rico mit Sitz in San Juan. Die Public Broadcasting Gesellschaft untersteht der Regierung des zu den Vereinigten Staaten gehörenden Landes und betreibt zwei Radio- und ein Fernsehprogramm.

## Geschichte
Die Geschichte von WIPR geht auf den Mittelwellensender WIPR-AM zurück. Er ging 1949 mit einem Nachrichten- und Kulturprogramm auf Sendung. Knapp zehn Jahre später 1958 startete der Fernsehsender WIPR-TV mit dem Anspruch, Bildung und Aufklärung auf die Insel zu bringen.
Im Laufe seiner Geschichte wurden Sendungen von WIPR-TV 63 mal für einen Emmy nominiert und 30 mal gewann der Sender diese Auszeichnung.
Die Corporation for Public Broadcasting unterstützte 2013 die Puerto Rico Public Broadcasting Corporation mit 4,03 Millionen USD insgesamt.

## Radio
- WIPR-AM sendet auf Mittelwelle 940 kHz aus San Juan ein Talk-News-Format[3]
- WIPR-FM sendet auf UKW 91,3 MHz ein aus San Juan Klassik-Format

## Fernsehen
Das Fernsehprogramm von WIPR wird von zwei Sendestationen auf der Insel terrestrisch analog wie auch digital ausgestrahlt. Puerto Rico TV — WIPR aus San Jose und WIPM-TV aus Mayaguez. WIPR-TV war bis zum 1. Juli 2011 Mitglied des PBS-Verbundes. Bis dahin wurden fast ausschließlich die Kinderprogramme von PBS übernommen. WIPR produziert selbst bis zu neun Stunden eigene Sendungen am Tag. Die Sendesprache ist fast ausschließlich Spanisch.